# Foster the People

Foster the People es una banda estadounidense de pop rock formada en Los Ángeles, California, en 2009. El grupo está compuesto por Mark Foster (voz, teclados, piano, sintetizador, guitarra, programación y percusión) e Isom Innis (teclados, piano, sintetizador, bajo, batería, percusión y coros). Como antiguos miembros de la banda también se encuentran Jacob "Cubbie" Fink (bajo), Mark Pontius (batería) y Sean Cimino (guitarras y teclados).
La música del grupo incorpora instrumentos acústicos y sonidos electrónicos, o ha sido descrita como 'una infusión de danza melódica con pop y rock', abarcando muchos géneros.
Foster fundó la banda en 2009 después de pasar varios años en Los Ángeles como músico en apuros y trabajando como escritor de jingles comerciales . Después de que la canción de Foster " Pumped Up Kicks " se convirtiera en un éxito viral en 2010, el grupo recibió un contrato discográfico con Startime International y ganó una base de fans a través de espectáculos en pequeños clubes y apariciones en festivales de música. Después de lanzar su álbum debut Torches en mayo de 2011, "Pumped Up Kicks" se convirtió en un éxito cruzado en la radio comercial a mediados de 2011 y finalmente alcanzó el número tres en el Billboard Hot 100. El disco también incluyó los sencillos " Helena Beat " y " Houdini ". El grupo recibió tres nominaciones a los premios Grammy por Torches y "Pumped Up Kicks".
Después de una gira de dos años en apoyo de Torches , Foster the People lanzó su segundo álbum, Supermodel , en marzo de 2014. Fue precedido por el sencillo principal " Coming of Age ". En julio de 2017, la banda lanzó su tercer álbum de estudio, Sacred Hearts Club , con la incorporación de Isom Innis y Sean Cimino, ambos exmiembros de gira, a la formación oficial. De este álbum, su canción " Sit Next to Me " alcanzó el puesto 42 en el Billboard Hot 100 y fue certificada doble platino por la RIAA. A lo largo de 2018-2021, la banda lanzó varios sencillos, dos EP y la reedición de un álbum. El 31 de mayo de 2024 se lanzó un nuevo sencillo titulado "Lost in Space". Su cuarto álbum, Paradise State of Mind , se lanzará el 16 de agosto de 2024.

## Historia

### Formación
Mark Foster se graduó en el instituto de secundaria Nordonia High School, en las afueras de Cleveland, Ohio, donde tuvo sus inicios como músico, pues participó en una banda junto con algunos amigos. Con el apoyo de su padre, se mudó con su tío a Sylmar, Los Ángeles (California), para conseguir una carrera musical. Foster trabajó en varios empleos y, por las noches, asistía a fiestas en Hollywood, en un intento de expandir su red social. Sobre esto dijo: "Me sentía como un Hunter S. Thompson de 18 años de edad. Estaba sumergiéndome en esa subcultura de Hollywood Hills y absorbiéndolo todo. No era tímido a la hora de sacar mi guitarra en una fiesta. Quería ser el centro de atención". En una ocasión, compartió habitación con el actor Brad Renfro. Foster luchó contra la adicción a las drogas durante sus primeros años en Los Ángeles, de lo que luego dijo: "Estuve en un lugar bastante oscuro. Mis amigos pensaron que iba a morir. Estaba completamente cegado. Cuando tenía 19 años, llegué a un punto en el que dije: 'Ya es suficiente'... vi cómo el tiempo se me estaba pasando. No estaba siendo productivo".

### Banda
Mark Foster inspirado en como componía su música el grupo Foster the Duffs, integrado por Fri Foster y Angiie Duff, decidió crear su banda Foster The People. El nombre de la banda hace alusión a su vocalista y fundador, Mark Foster, siendo este en un comienzo "Foster and the People" (Foster y la gente); sin embargo, el nombre cambió a "Foster the People" (Ayuda a la gente, haz algo por la gente) ya que este combinaba más con lo que ellos realizaban, porque sus primeras presentaciones fueron en actos benéficos. Foster the People se fundó como banda en 2009 después de pasar varios años en Los Ángeles como músicos independientes trabajando en la composición de música para anuncios y otras actividades relacionadas. Al año siguiente aumentaría su popularidad gracias al tema Pumped Up Kicks que se convirtió en un éxito viral en el año 2010 lo que les permitió conseguir un contrato con la discográfica Columbia Records. Durante el transcurso de ese año lograron ganar una gran cantidad de seguidores a través de pequeños shows en clubs y apariciones en los festivales de música como Coachella y South by Southwest. Después de lanzar su álbum debut Torches en mayo de 2011, Pumped Up Kicks se convirtió en un éxito de crossover en la radios comerciales a mediados de ese año, alcanzando en las listas de Billboard el número uno en el listado Alternative Songs, el número tres en la lista de Rock Songs, y el número tres en la lista Billboard Hot 100, mientras que en las listas de Adult Pop Songs y Pop Songs alcanzó el Top 5.
Foster The People fue la primera banda MTV Push de la cadena de televisión MTV Latinoamérica en el mes de noviembre de 2011, un programa que trata de dar un impulso a los mejores artistas nuevos en el panorama musical.
En una entrevista para Rolling Stone, Mark Foster aseguró la publicación de un segundo álbum de estudio de la banda para el primer trimestre de 2014.
El 13 de enero de 2014, la banda lanzó su sencillo "Coming of Age" acompañada de un vídeo usando la técnica time-lapse, en donde se ve la creación de un mural pintado en un edificio residencial en la ciudad de Los Ángeles (539s - Los Angeles St.) empleando el estilo surreal-abstracto de la portada de su álbum debut "Torches", y en la mitad de este mural se ve una especie de verso ordenado en forma de pirámide. Este mural será la portada de su álbum Supermodel, en el cual se ve representada una modelo rodeada de Paparazzi a la cual le toman fotografías.
A finales de septiembre , publicaron en su cuenta de Twitter que no iban a realizar más conciertos porque se iban a preparar para lanzar un nuevo disco. Además en una entrevista Mark Foster dejó entrever que su nuevo disco sería como Torches pero unido al rap, un ejemplo de esto es Cassius Clay's Pearly Whites, una canción exclusiva de la versión japonesa de Supermodel.
El 8 de diciembre de 2015 presentaron una nueva canción titulada "The Unforeseeable fate Of Mr. Jones", canción que no formó parte de ningún álbum, sino como un proyecto apartado.
El 9 de octubre de 2016 volvieron a la actividad presentándose en el "Rocking the daisies music festival" en Sudáfrica, tocando algunas canciones de lo que sería su próximo álbum.
El 27 de abril de 2017, ya con los nuevos integrantes Isom Innis y Sean Cimino, dan a luz su EP III compuesta de tres canciones: "Pay the man" "Doing it for the money" y "SHC", dando a entender la proximidad del lanzamiento de un nuevo álbum.
El 29 de junio de 2017 lanzaron "Loyal like Sid & Nancy" como primer sencillo del tercer disco. Mark Foster mencionó que esta canción fue la que más tiempo les tomo terminar de grabar, especialmente debido a la letra y la voz. También comentó que la canción funciona como una crítica hacia la política de los Estados Unidos. El título de la canción (traducido al español "Leal como Sid y Nancy") se debe a Sid Vicious (bajista de la famosa banda Sex Pistols) quien sufría una adicción hacia las drogas, y su trágica relación con quien fue su novia, Nancy Spungen.
El 13 de julio de 2017 presentan como segundo sencillo "Sit next to me", que sería su mayor éxito en el nuevo álbum, alcanzando un puesto en el Billboard Hot 100. El mismo Mark Foster comparó este nuevo hit con su más grande éxito, "Pumped up Kicks".
Finalmente el 21 de julio "Sacred Hearts Club" (su tercer álbum) vio la luz, teniendo 12 canciones con dos "pausas/cortos". Incluye el EP III y una versión diferente al final de la canción "SHC". Mark Foster habló en una entrevista sobre la historia del título del álbum: "Mientras estaba en tour, me reencontré con mi amiga Jena Malone, quien canta en la canción 'Static Space Lover' del álbum. Estábamos en un barco hablando sobre la vida y el arte y sobre personas que desafiaron los límites en la historia. Estábamos teniendo esas conversaciones que son de otro mundo. Me pregunte cual era esa cosa que conectaba a toda estas personas juntas, y ella respondió que era el 'Sacred Hearts Club' (traducido al español "Club de los corazones sagrados"). No me lo podía sacar de la cabeza y se convirtió en una idea para encaminarme a crear el álbum, inspirándome por gente como Hunter S. Thompson y Charles Bukowski y Patti Smith o Leonardo Da Vinci o Vincent Van Gogh. Históricamente existieron personas que formaron y cambiaron la forma en que la gente vive y piensa, porque no están tragándose lo que la sociedad les alimenta, sino que prueban cosas para ellos mismos y van a tocar, ver, oler y saborear por sí mismos. Esto fue la inspiración para grabar este álbum".
En marzo de 2018, la banda hizo una colaboración con The Knocks en la canción "Ride or Die".
El 6 de noviembre de 2018 lanzan un nuevo sencillo titulado "Worst nites". Mark Foster declaró en una entrevista que la canción trata sobre lo retorcido e interesante sobre su experiencia cuando vivió en Los Ángeles. Mencionó en cierto sentido que es una burla hacia la ciudad, ya que tus peores noches allí son a veces las más memorables y que la ciudad esta llena de gente de alto nivel que hace cosas de la baja clase.
El 22 de marzo de 2019 lanzan otro sencillo nuevo titulado "Style". La banda anunció en sus redes sociales poco tiempo después que buscaban fanes voluntarios para un proyecto. Este resultó ser el vídeo de la canción mencionada anteriormente, en el que participan los voluntarios y se publicó el 8 de abril del mismo año.
El 8 de abril de 2019 la banda lanzó otro sencillo titulado "Imagination".
El 6 de septiembre de 2019 la banda subió un nuevo sencillo titulado "Pick u up".
En 2021 el músico canadiense Deadmau5 junto con la banda, colaboraron en lanzar el nuevo sencillo titulado ‘’Hyperlandia‘’
Recientemente se supo que ya no quieren tocar "Pumped up Kicks". Mark Foster dijo al respecto «La parte de tiroteos en escuelas nunca ha sido hablada en la canción. Creo que la gente simplemente llenó vacíos diciendo que era sobre un tiroteo escolar, pero yo nunca dije algo acerca de una escuela en la canción. Obviamente la canción sí habla de cosas violentas, pero es una malinterpretación que sea sobre tiroteo escolar”, señaló el cantante a los medios.
En mayo de 2024, se confirmó que la banda esta trabajando en una nueva canción titulada "Lost in Space", cuyos adelantos de la misma la dieron en redes sociales. La misma fue lanzada el 31 de mayo y a su vez revelaron el nombre del 4.º álbum titulado "Paradise State of Mind" a ser lanzado el 16 de agosto.

## Miembros
Miembros actuales

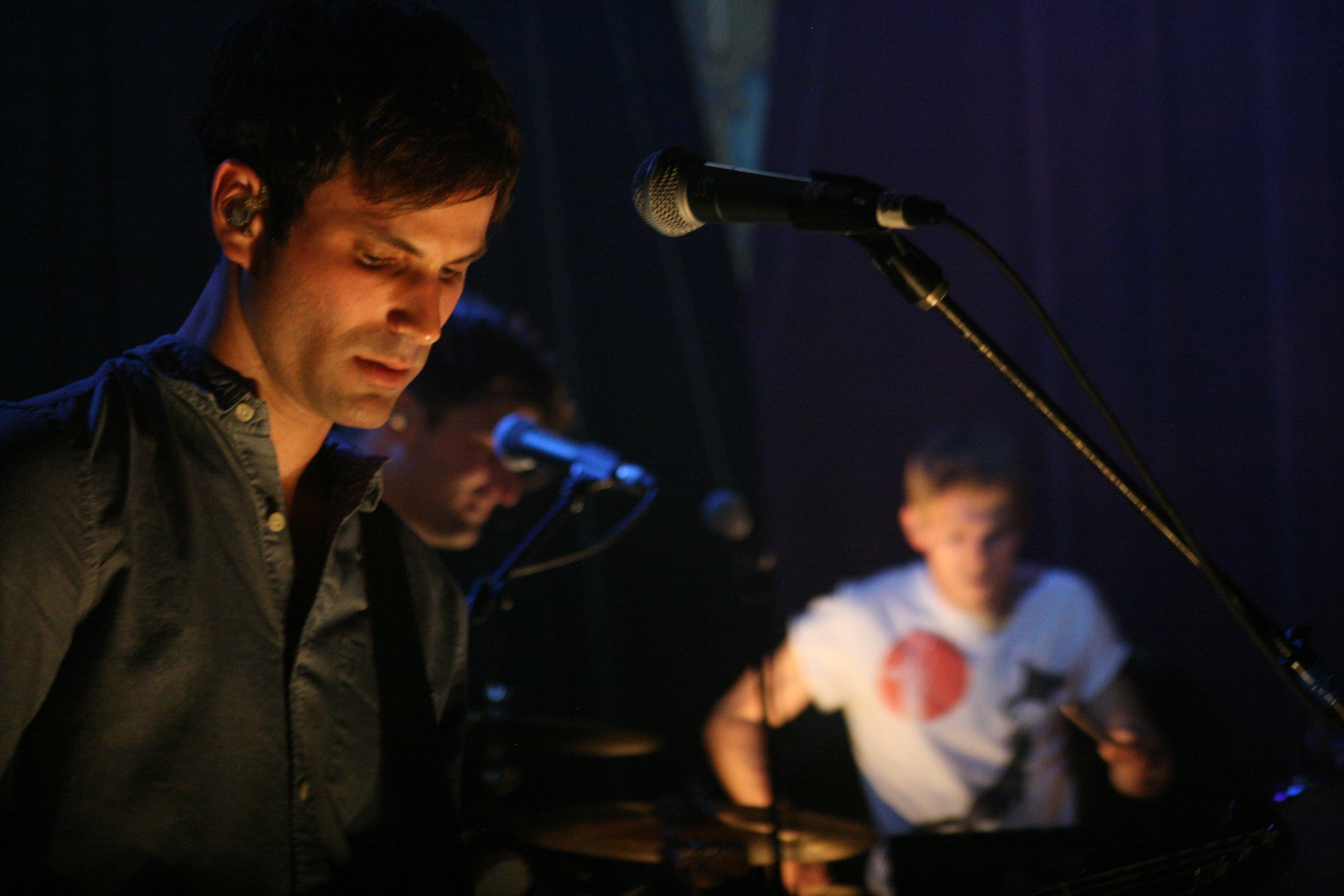
Sean Cimino desde Bluebird Theater en junio de 2011.

- Mark Foster: voz, guitarra, piano, teclados, sintetizador (2009-presente)
- Isom Innis: teclados, sintetizador, piano, bajo, batería, percusión, coros (2017-presente, miembro de la gira y estudio: 2010-2017)

Antiguos miembros
- Sean Cimino: guitarra, piano, teclados, sintetizador, coros (2017-2024, miembro de la gira y estudio: 2010-2017)
- Jacob "Cubbie" Fink: bajo, sintetizador, coros (2009-2015)
- Mark Pontius: batería, percusión (2009-2021)[7]

Miembros de la gira y estudio actuales
- Zane Craney: guitarra (2024-presente)
- Micah Moffett: bajo (2024-presente)
- Aaron Steele: batería (2024-presente)

Antiguos miembros de la gira y estudio
- Zach "Reazon" Heiligman: programación (2009-2010)
- Phil Danyew: guitarra, piano teclados, sintetizador, percusión, coros (2014-2020)
- Haley Louise Dekle: coros (2014)
- Arlene Deradoorian: coros (2014)
- Gabe Noel: bajo, teclados (2015, 2021)
- Tyler Halford: bajo, teclados, sintetizador (2015-2020)
- Aaron Redfield: batería, percusión (2021)
- Brad Ripley: guitarra, teclados, coros (2024)

## Discografía
- 2011: Torches
- 2014: Supermodel
- 2017: Sacred Hearts Club
- 2021: Torches X
- 2024: Paradise State of Mind

## Premios y reconocimientos
| Año  | Premio                 | Trabajo                          | Nominación                               | Resultados |
| ---- | ---------------------- | -------------------------------- | ---------------------------------------- | ---------- |
| 2011 | MTV Video Music Awards | Foster the People                | Mejor Artista Nuevo                      | Nominado   |
| 2011 | MTV Video Music Awards | Pumped Up Kicks                  | Mejor Vídeo Rock                         | Nominado   |
| 2011 | Q Awards               | Foster the People                | Mejor Artista Nuevo                      | Nominado   |
| 2011 | Q Awards               | Pumped Up Kicks                  | Mejor Canción                            | Nominado   |
| 2011 | OVM Awards             | Foster the People                | Mejor Nuevo Artista                      | Ganador    |
| 2011 | OVM Awards             | Helena Beat                      | Mejor Interpretación Vocal para un Video | Nominado   |
| 2011 | OVM Awards             | Pumped Up Kicks                  | Mejor video Alternativo                  | Ganador    |
| 2011 | OVM Awards             | Pumped Up Kicks                  | Mejor mezcla de sonido en un video       | Ganador    |
| 2011 | OVM Awards             | Pumped Up Kicks                  | Canción del año                          | Nominado   |
| 2011 | OVM Awards             | Pumped Up Kicks                  | Video del año                            | Nominado   |
| 2011 | SharkOne Awards        | Foster the People                | Nuevo Artista Del Año                    | Ganador    |
| 2012 | Grammy Awards          | Pumped Up Kicks                  | Mejor Actuación De Dúo/Grupo             | Nominado   |
| 2012 | Grammy Awards          | Torches                          | Mejor Álbum Alternativo                  | Nominado   |
| 2012 | BRIT Awards            | Foster the People                | International Breakthrough Act           | Nominado   |
| 2012 | OVM Awards             | Foster the People                | Mejor Grupo o Dúo                        | Ganador    |
| 2012 | OVM Awards             | Call It What You Want            | Mejor video Bailable                     | Nominado   |
| 2012 | OVM Awards             | Houdini                          | Mejor Coreografía en un Video            | Nominado   |
| 2012 | OVM Awards             | Houdini                          | Mejor Iluminación                        | Nominado   |
| 2012 | OVM Awards             | Don't Stop (Colors On The Walls) | Mejor Edición                            | Ganador    |
| 2012 | OVM Awards             | Call It What You Want            | Mejor video Alternativo                  | Nominado   |
| 2012 | OVM Awards             | Houdini                          | Mejor video Alternativo                  | Ganador    |
| 2012 | OVM Awards             | Houdini                          | Mejor mezcla de sonido en un video       | Ganador    |
| 2012 | OVM Awards             | Don't Stop (Colors On The Walls) | Mejor mezcla de sonido en un video       | Nominado   |
| 2012 | OVM Awards             | Torches                          | Disco del año                            | Nominado   |
| 2012 | OVM Awards             | Foster The People                | Mejor Artista Alternativo                | Ganador    |
| 2012 | OVM Awards             | Houdini                          | Mejor video de Grupo                     | Ganador    |
| 2012 | OVM Awards             | Call It What You Want            | Mejor video de Grupo                     | Nominado   |
| 2012 | OVM Awards             | Houdini                          | Video del año                            | Ganador    |
| 2012 | NME Awards             | Foster the People                | Mejor banda Nueva                        | Ganador    |
| 2012 | NME Awards             | Pumped Up Kicks                  | Dancefloor Anthem                        | Nominado   |
| 2012 | mtvU Woodie Awards     | Foster the People                | Woodie of the Year                       | Nominado   |
| 2013 | Grammy Awards          | Houdini                          | Mejor video musical Versión Corta        | Nominado   |